# Bàsquet als Jocs Olímpics d'estiu de 1960

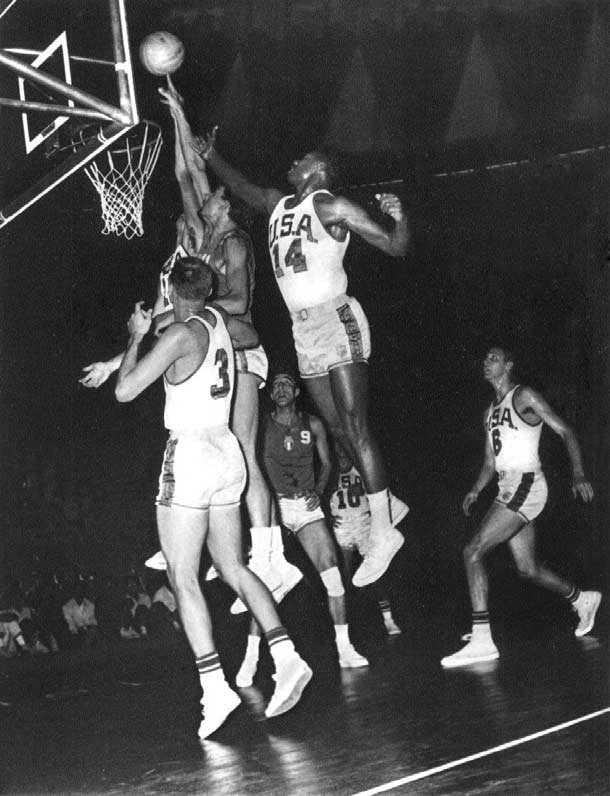
partit de les olimpíades de bàsquet del 1960 Itàlia contra Estats Units d'Amèrica

Als Jocs Olímpics d'Estiu de 1960 celebrats a la ciutat de Roma (Itàlia) es disputà una competició de bàsquet en categoria masculina. La prova es disputà entre els dies 26 d'agost i 10 de setembre de 1960 al Palazzetto dello sport i el PalaLottomatica de la ciutat de Roma.

## Comitès participants
Participaren 192 jugadors de 16 comitès nacionals diferents:
| - Bulgaria (12) - Brasil (12) - Espanya (12) - Estats Units (12) | - Filipines (12) - França (12) - Hongria (12) - Itàlia (12) | - Iugoslàvia (12) - Japó (12) - Mexico (12) - Polònia (12) | - Puerto Rico (12) - Txecoslovàquia (12) - Unió Soviètica (12) - Uruguai (12) |

## Resum de medalles
| Prova           | Or | Argent | Bronze |
| Bàsquet masculí | Estats Units Jay Arnette · Walt Bellamy · Bob Boozer · Terry Dischinger · Burdette Halldorson · Darrall Imhoff · Allen Kelley · Lester Lane · Jerry Lucas · Oscar Robertson · Adrian Howard Smith · Jerry West | Unió Soviètica Yuri Korneev · Janis Krumins · Guram Minashvili · Valdis Muiznieks · Tsezar Ozer · Aleksandr Petrov · Mikhail Semyonov · Vladimir Ugrekhelidze · Maigonis Valdmanis · Albert Valtin · Gennadi Volnov · Víktor Zubkov | Brasil Edson dos Santos · Moyses Blas · Waldemar Blatkauskas · Zenny de Azevedo · Carmo De Souza · Carlos Massoni · Waldyr Boccardo · Wlamir Marques · Amaury Pasos · Fernando Pereira · Antonio Sucar · Eduardo Jatyr |

## Medaller
| Posició | País           | Or | Argent | Bronze | Total |
| 1       | Estats Units   | 1  | 0      | 0      | 1     |
| 2       | Unió Soviètica | 0  | 1      | 0      | 1     |
| 3       | Brasil         | 0  | 0      | 1      | 1     |

## Resultats

### Primera ronda
| Equip        | J | G | P |
| ------------ | - | - | - |
| Estats Units | 3 | 3 | 0 |
| Itàlia       | 3 | 2 | 1 |
| Hongria      | 3 | 1 | 2 |
| Japó         | 3 | 0 | 3 |

| Equip          | J | G | P |
| -------------- | - | - | - |
| Brasil         | 3 | 3 | 0 |
| Unió Soviètica | 3 | 2 | 1 |
| Mexico         | 3 | 1 | 2 |
| Puerto Rico    | 3 | 0 | 3 |

| Equip          | J | G | P |
| -------------- | - | - | - |
| Txecoslovàquia | 3 | 2 | 1 |
| Iugoslàvia     | 3 | 2 | 1 |
| França         | 3 | 1 | 2 |
| Bulgaria       | 3 | 1 | 2 |

| Equip     | J | G | P |
| --------- | - | - | - |
| Uruguai   | 3 | 2 | 1 |
| Polònia   | 3 | 2 | 1 |
| Filipines | 3 | 1 | 2 |
| Espanya   | 3 | 1 | 2 |

### Semifinal
| Equip          | J | G | P |
| -------------- | - | - | - |
| Brasil         | 3 | 3 | 0 |
| Itàlia         | 3 | 2 | 1 |
| Txecoslovàquia | 3 | 1 | 2 |
| Polònia        | 3 | 0 | 3 |

| Equip          | J | G | P |
| -------------- | - | - | - |
| Estats Units   | 3 | 3 | 0 |
| Unió Soviètica | 3 | 2 | 1 |
| Iugoslàvia     | 3 | 1 | 2 |
| Uruguai        | 3 | 0 | 3 |

#### Final
Es mantingueren els resultats dels partits jugats en semifinals entre Brasil i Itàlia (victòria del primer) i Estats Units i la Unió Soviètica (victòria del primer) per elabarorar la taula final:
| Equip          | J | G | P |
| -------------- | - | - | - |
| Estats Units   | 3 | 3 | 0 |
| Unió Soviètica | 3 | 2 | 1 |
| Brasil         | 3 | 1 | 2 |
| Itàlia         | 3 | 0 | 3 |

- URSS derrota Brasil, 64-62
- Estats Units derrota Itàlia, 112-81
- URSS derrota Itàlia, 78-70
- Estats Units derrota Brasil, 90-63